# Kolbovce
Kolbovce est un village de Slovaquie situé dans la région de Prešov.

## Histoire
Première mention écrite du village en 1408.

## Démographie

### Évolution de la population
| Année:               | 1994. | 2004.    | 2014.    | 2024.   |
| -------------------- | ----- | -------- | -------- | ------- |
| Nombre de personnes: | 143   | 176      | 199      | 185     |
| Différence:          |       | +23,07 % | +13,06 % | -7,03 % |

| Année:               | 2023. | 2024.   |
| -------------------- | ----- | ------- |
| Nombre de personnes: | 188   | 185     |
| Différence:          |       | -1,59 % |